# Paolo Rosi
Paolo Rosi (Roma, 20 aprile 1924 – Roma, 30 aprile 1997) è stato un rugbista a 15, giornalista e telecronista sportivo italiano, da giocatore centro-ala del Rugby Roma con cui vinse due scudetti consecutivi nel 1948 e nel 1949.
Come capitano della nazionale italiana disputò 12 incontri tra il 1948 e il 1954.
Da giornalista fu per più di trent'anni la voce dell'atletica, del pugilato e del rugby dalle frequenze radiofoniche e televisive della Rai.

## Biografia

### Carriera sportiva
Nato a Roma da genitori di origine trevigiana e cresciuto nel rione di Castro Pretorio in uno stabile del quale suo padre era portinaio, Rosi entrò nel Rugby Roma 16 anni ad agosto 1940 sulle orme di suo fratello Manlio, nel frattempo arruolato e inviato in Unione Sovietica nell'ARMIR.
Debuttò nella squadra riserve il 9 gennaio 1941 e, un anno più tardi, il 18 gennaio 1942, esordì in prima squadra nel campionato di Promozione (la seconda divisione nazionale dell'epoca).
Una pleurite gli impedì di partecipare alle finali nazionali e non fu prima del 1944 che poté tornare a giocare, nei ranghi della Goliardica, squadra di universitari con sede in via Frattina; a fine anno lasciò il club e fu tra i fondatori dell'Olimpic ’44 che, in assenza di un campionato, disputava, come il Rugby Roma, incontri con formazioni alleate, in particolare britanniche e, nel 1945, un'estemporanea edizione del campionato romano, vinto battendo in finale proprio la Rugby Roma; ancora con l'Olimpic disputò il primo campionato del dopoguerra nel 1945-46; poi la squadra si sciolse e tutti gli elementi confluirono nel Rugby Roma, che così acquisì la denominazione ufficiale di Rugby Roma Olimpic.

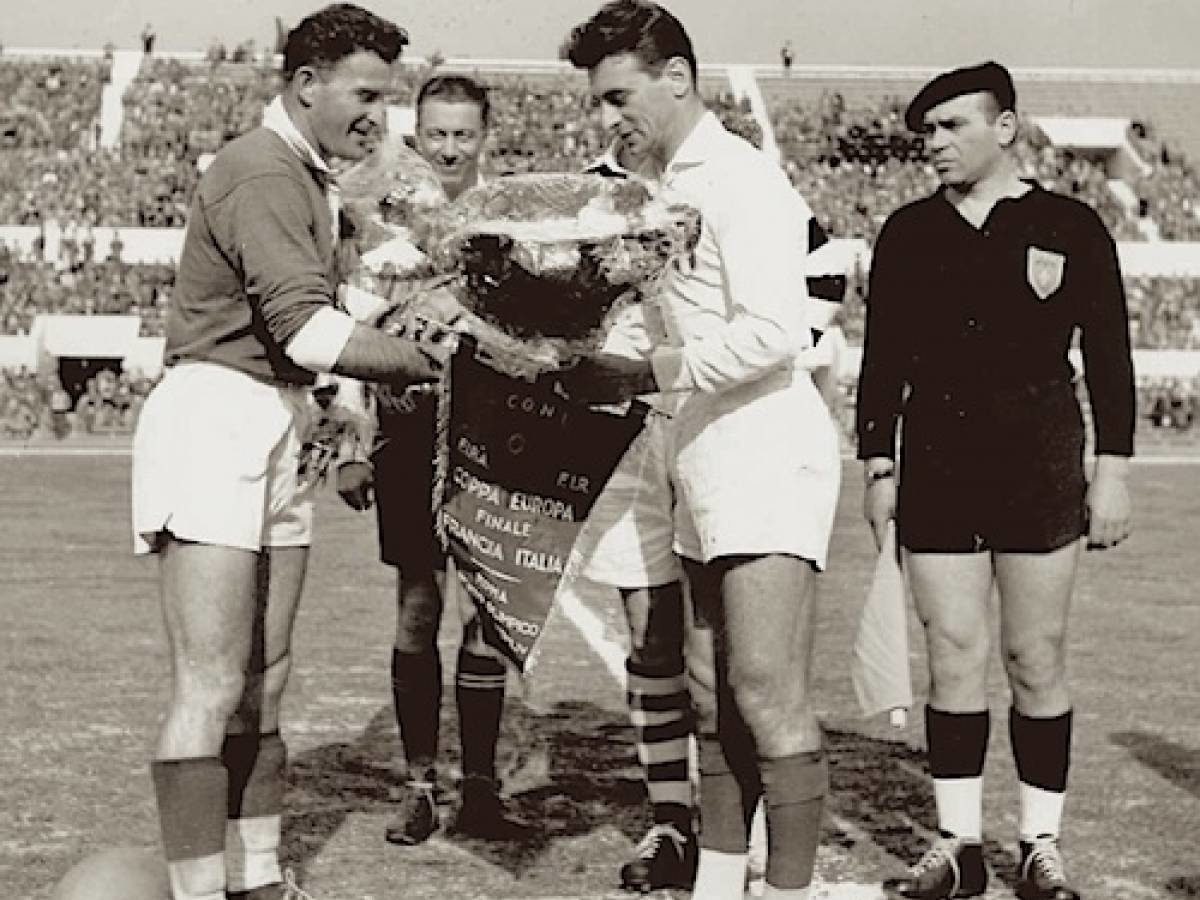
Con il capitano francese Jean Prat prima della finale di Coppa Europa 1954 a Roma

Con il club bianconero fu campione d'Italia nel 1948 e nel 1949 e si mise in luce anche in nazionale, tanto da venir presto considerato come il miglior rugbista italiano dell'epoca; fu l'unico rappresentante italiano a essere schierato in una formazione mista europea che affrontò l'Inghilterra a Twickenham, realizzando in tale occasione anche una meta; scese varie volte in campo come capitano della nazionale: il suo ultimo incontro fu la finale di Coppa Europa 1954 a Roma, persa contro la Francia 12-39.
Durante la sua militanza sportiva Rosi era entrato come ragioniere (qualifica che aveva acquisito diplomandosi nel 1943) al Banco di Santo Spirito, orientandosi successivamente al giornalismo e collaborando con la Rai in cui entrò nel 1953 iniziando come voce radiofonica a commento dei Giochi Olimpici di Melbourne del 1956; fu, quella, la prima di 9 Olimpiadi consecutive: Rosi commentò, passando nel frattempo alla televisione, tutte le edizioni fino a quella di Seoul 1988.

### Carriera giornalistica

Paolo Rosi nel 1987

Specializzato in atletica leggera, pugilato e, ovviamente, rugby, alla voce di Paolo Rosi sono legate alcune delle imprese più famose dello sport italiano e mondiale: tra le varie, la vittoria olimpica di Nino Benvenuti (anche se si rammaricò sempre di non avere avuto la possibilità di commentare la ripresa televisiva della vittoria di Benvenuti su Griffith, in quanto la Rai la trasmise solo per radio con la voce di Paolo Valenti), quelle olimpiche e mondiali di Patrizio Oliva, Francesco Damiani e Gianfranco Rosi, le vittorie di Livio Berruti e di Pietro Mennea nei 200 metri rispettivamente alle Olimpiadi di Roma nel 1960 e di Mosca nel 1980, quella di Sara Simeoni nel salto in alto sempre a Mosca nel 1980, quella di Alberto Cova nei 10 000 ai mondiali di Helsinki nel 1983.

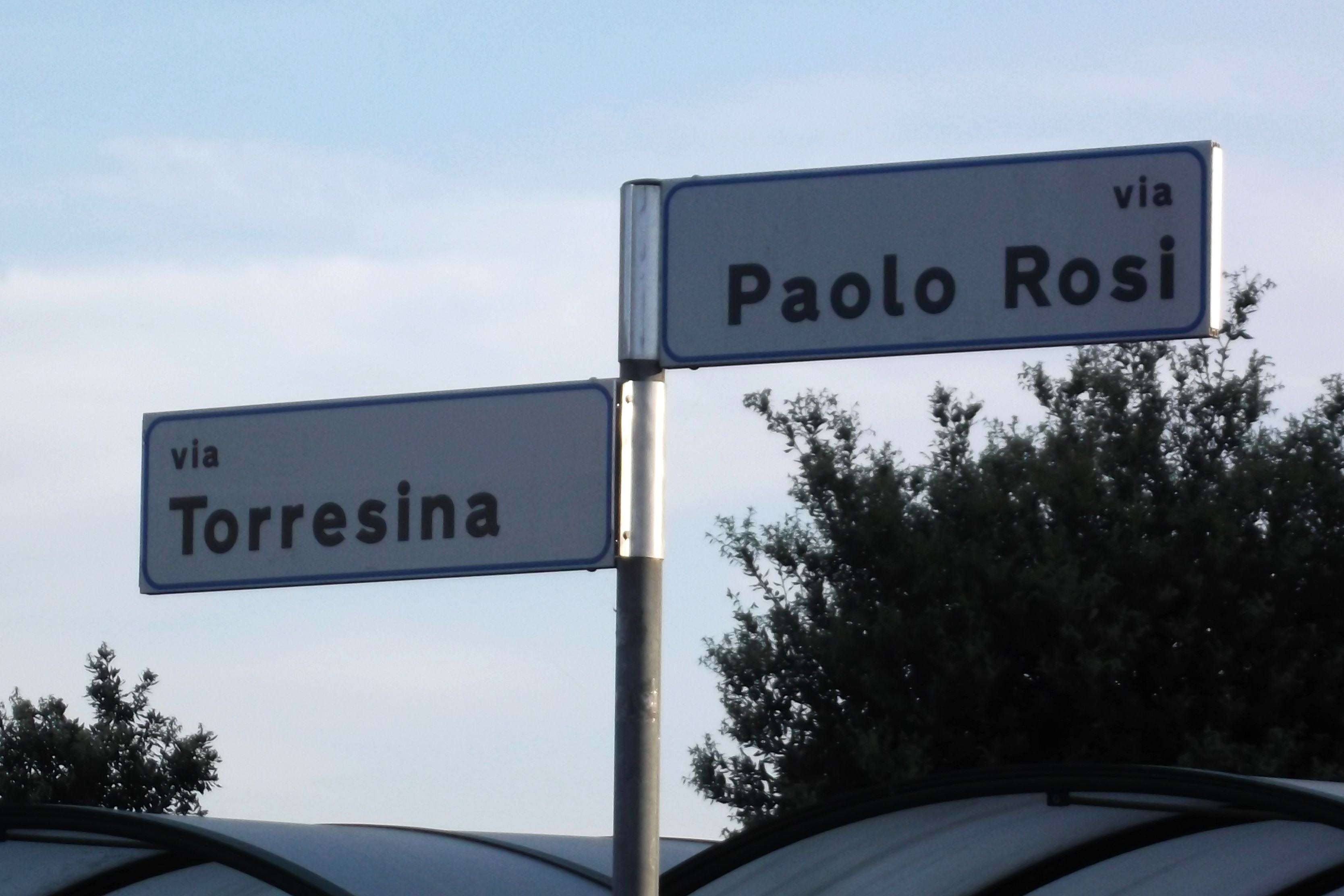
Strada intitolata a Paolo Rosi a Roma

Sua fu anche la telecronaca dell'incontro di Bellaria del 19 luglio 1978, valido per l'assegnazione del titolo europeo dei pesi medi, a seguito del quale il pugile italiano Angelo Jacopucci, dopo il K.O. subìto alla 12ª ripresa dal britannico Alan Minter, entrò in coma la notte seguente e poi morì per emorragia cerebrale tre giorni più tardi.
Nel rugby fu a lungo la voce della nazionale italiana in Coppa delle Nazioni e, successivamente, Coppa FIRA; commentò anche i tornei del Cinque Nazioni e della Coppa del Mondo di rugby 1987.
L'ultima telecronaca per l'atletica di Paolo Rosi è legata a un altro grande momento dello sport italiano, la vittoria di Gelindo Bordin nella maratona olimpica ai Giochi di Seoul 1988.
In pensione dal 1989, rimase in Rai come collaboratore per il rugby per un triennio, nel corso del quale curò anche le telecronache ed i commenti tecnici della Coppa del Mondo di rugby 1991.
Colpito da un tumore al fegato, nonostante un intervento chirurgico morì il 30 aprile 1997, a 73 anni, in una clinica romana.

### Nella cultura di massa
Al suo nome sono intitolati a Roma lo stadio del CONI all'Acqua Acetosa e una strada nella periferia nordoccidentale della città.
Nel 2015 fu data alle stampe una sua biografia, Una finta a destra, una a sinistra, di Federico Meda (ed. Absolutely Free).
La Federazione Italiana di Atletica Leggera conferisce su base biennale il Premio speciale Paolo Rosi, riservato a professionisti nel campo della comunicazione che abbiano, tramite la propria attività, contribuito alla promozione e alla corretta informazione sull'atletica.

## Palmarès
- Campionati italiani: 2
Rugby Roma: 1947-48; 1948-49